# Colmar
För andra betydelser, se Colmar (olika betydelser).
Colmar är en stad i departementet Haut-Rhin i Frankrike. Colmar utgjorde en del av Tyskland före 1679 samt mellan 1871 och 1918. Under den tyska tiden hette staden Kolmar. År 2022 hade kommunen 67 360 invånare och storstadsområdet (aire urbaine) 116 268 (1999). Colmar är residensstad (franska préfecture) för departementet Haut-Rhin. De centrala delarna av staden är byggda i pittoresk korsvirkesstil och genomkorsas av flera kanaler.
Staden ligger längs vinrutten i Alsace och anses vara alsacevinernas huvudstad (capitale des vins d'Alsace).
Colmar grundades på 800-talet som en karolingisk kungsgård, och erhöll stadsrättigheter. Staden hölls av en svensk armé 1632 och två år därefter. Från början var Colmar del av Tysk-romerska riket men blev fransk 1679. Mellan 1871 och 1918 tillhörde staden Kejsardömet Tyskland, men efter första världskriget och Tysklands nederlag blev staden åter fransk. Under den tyska ockupationen av Frankrike under andra världskriget 1940–1944 var staden, liksom övriga omkringliggande områden tillfälligt ockuperade av Nazityskland.

## Befolkningsutveckling
Antalet invånare i kommunen Colmar
| Referens: INSEE |